# Physical Review E
Physical Review E: Statistical, Nonlinear and Soft Matter Physics is een internationaal, aan collegiale toetsing onderworpen wetenschappelijk tijdschrift op het gebied van de
plasmafysica en
mathematische fysica.
De naam wordt in literatuurverwijzingen meestal afgekort tot Phys. Rev. E
Het wordt uitgegeven door de American Physical Society en verschijnt maandelijks.
Het eerste nummer verscheen in 1993.